# Síndrome de Sweet
El Síndrome de Sweet, o también llamado dermatosis neutrofílica febril aguda  es una enfermedad de la piel caracterizada por la aparición repentina de fiebre, leucocitosis y pápulas eritematosas con placas que a la histología muestran infiltrado de neutrófilos granulares, por lo que se incluye dentro del grupo de trastornos llamados dermatosis neutrofílicas.
El síndrome fue por primera vez descrito en 1964 por el Dr Robert Douglas Sweet. También se le conoce como enfermedad de Gomm-Button en honor a los dos primeros pacientes diagnosticados por el Dr Sweet.
Su incidencia es de 3 casos por 100 habitantes/año en la población general.

## Causas
Su etiología es desconocida. Se asume que representa una reacción de hipersensibilidad desencadenada por algún proceso previo, como, por ejemplo, una infección de vías respiratorias altas.
El síndrome de Sweet puede ser clasificado en: clásico o idiopático, asociado a enfermedad maligna y asociado a drogas.

## Cuadro clínico
Las lesiones cutáneas primarias son pápulas o nódulos eritematosos muy sensibles, no pruriginosos, de 2 a 10 cm de diámetro, que normalmente aparecen como lesiones múltiples que se distribuyen de forma asimétrica en cara, cuello, brazos y tronco superior, pudiendo coalescer y formar placas irregulares, de bordes netos, con vesículas, pústulas en la superficie, asociada a fiebre y leucocitosis con neutrofilia. Otros síntomas asociados son: malestar general, artralgia, mialgia, conjuntivitis y, ocasionalmente, compromiso renal.

## Clasificación
Según las patologías asociadas, se clasifica en tres condiciones clínicas: clásico o idiopático (71% de los casos, más frecuente en mujeres, entre 30 y 50 años); asociado a malignidad (15-20% de los casos, 42% asociado a leucemia mieloide aguda); inducido por fármacos (con factor estimulador de colonias de granulocitos, ácido transretinoico, hidralazina, azatioprina y sulfametoxazol-trimetoprima). Otros autores lo clasifican en cinco grupos, agregando a los tres grupos citados, la forma parainflamatoria y el Síndrome de Sweet asociado a embarazo.

## Diagnóstico
El diagnóstico es clínico, se basa en la inspección y anamnesis del paciente. Se requieren 2 criterios mayores más 2 de 5 criterios menores. Estos son:
a) Criterios mayores: Aparición súbita de placas o nódulos eritematosos o violáceos y dolorosos, infiltración dérmica de neutrófilos sin vasculitis leucoclástica.
b) Criterios menores: Fiebre o proceso infeccioso; leucocitosis; asociación de artralgias, conjuntivitis, fiebre o neoplasia subyacente; buena respuesta a la administración de esteroides sistémicos; aumento de la VSG.

## Diagnóstico diferencial
El diagnóstico diferencial se debe realizar con el eritema nudoso diseminado, celulitis y erisipelas, eritema elevatum diutinum, eritema multiforme, vasculitis leucocitoclástica o pioderma gangrenoso.

## Tratamiento
Los glucocorticoides sistémicos son el tratamiento de elección. Para aquellos casos recurrentes o refractarios al uso de corticoides, se ha planteado el uso de antiinflamatorios no esteroideos como indometacina, colchicina, yoduro potásico, dapsona, doxiciclina, etretinato, ciclosporina, entre otros, y más recientemente, el uso de etanercept, un antagonista del factor de necrosis tumoral alfa (TNF-α), que inhibiría la activación característica de los neutrófilos en el Síndrome de Sweet. A su vez, estudios recientes han revelado que el uso de inmunoglobulinas endovenosas, en asociación con corticoides y otros agentes antiinflamatorios, podrían ser efectivas en aminorar el curso clínico de la enfermedad.